# Scharnierstelling

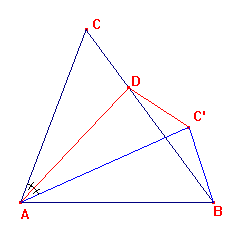
Bewijs van de scharnierstelling.

De scharnierstelling is een stelling uit de meetkunde die zegt dat als van twee driehoeken die twee gelijke zijden hebben, de hoek tussen deze zijden bij de ene driehoek groter is dan bij de andere, ook de derde zijde van die driehoek groter is dan bij de andere. Deze stelling is eigenlijk Propositie 24 van Boek 1 van de Elementen van Euclides, en wordt wel de openmondstelling genoemd. 
In symbolen: Laat ABC en A'B'C' de twee diehoeken zijn met gelijke zijden AB = A'B' en AC = A'C', en zij ∠BAC > ∠ B'A'C'; dan is ook BC > B'C'.

## Bewijs
De stelling is een direct gevolg van de cosinusregel en het feit dat de cosinus een strikt dalende functie is op het interval [0,π].
Er is ook een meetkundig bewijs dat geen beroep doet op goniometrische functies. Laat van de twee gegeven driehoeken de zijden AB en A'B' samenvallen. De bissectrice van  hoek CAC' snijdt de zijde BC in het punt D. Nu geldt dat de driehoeken DAC en DAC' congruent zijn vanwege het ZHZ-kenmerk, dus geldt in het bijzonder dat DC = DC'. Vanwege de driehoeksongelijkheid in driehoek BDC' volgt hieruit dat BC'< BD + DC' = BD + DC = BC.